# Gebeardo III di Ratisbona
Gebeardo III, chiamato anche Gebeardo di Franconia o di Hohenlohe, (... – Ratisbona, 2 dicembre 1060) fu vescovo di Ratisbona dal 1036 alla morte.

## Biografia
L'ascendenza di Gebeardo nella linea paterna non è completamente certa; forse era figlio di Poppo V, della stirpe dei Popponidi. Attraverso sua madre, già al secondo matrimonio, Adelaide di Metz, era un fratellastro dell'imperatore Corrado il Salico. Sua sorella, Biliza, era sposata con un conte di nome Arduico/Hartwig e questo matrimonio diede i natali al futuro papa Vittore II. Subito dopo l'assunzione del suo ufficio di vescovo di Ratisbona, lui e sua madre fondarono il monastero dei canonici di Öhringen, a cui si riferisce la lettera di fondazione di Öhringer. Cercò di esercitare la sua influenza sull'abbazia di Sant'Emmerano deponendo diversi abati e sollevando pretese finanziarie. Il monaco Otlone di Sant'Emmerano riferì di un eremita che vide Gebeardo e il vescovo di Praga Severo in una visione su dei «troni ardenti all'inferno». Il monaco Mercherdach, venerato come beato, viveva a quel tempo come recluso nella chiesa di Obermünster a Ratisbona.
Gebeardo III combatté nel 1040 sotto il nipote Enrico III, con il quale non aveva un rapporto cordiale (anche se gli donò l'abbazia di Kempten), contro il duca di Boemia Bretislao I. Prese parte alla campagna d'Ungheria nel 1044 e alla Italienzug nel 1046. Gebeardo III condusse autonomamente delle incursioni contro gli ungheresi, che devastarono la Neumark durante un inseguimento. La diocesi di Ratisbona diede il via a misure difensive. Enrico III continuò ad agire contro gli ungheresi sotto il re Andrea I dal 1051. Quest'ultimo si rivolse a papa Leone IX, chiedendogli di fare da intermediario e di conseguenza Enrico III si ritirò. Gebeardo III tornò a Ratisbona nel 1052 insieme all'imperatore e al papa. Il 7 ottobre 1052, le ossa di Volfango furono trasferite nella cripta di Volfango nell'abbazia di Sant'Emmerano, ed Erardo ricevette un simile onore nella Niedermünsterkirche. Egli sostenne l'imperatore contro il duca di Baviera (ove vi era la sua diocesi) Corrado I della stirpe degli Azzoni: Gebeardo infatti, grazie ai suoi legami parentali con l'imperatore, premette per intraprendere nuovamente azioni belliche contro l'Ungheria, trovando l'opposizione del duca, il quale si ribellò al sovrano. Alla dieta di Ratisbona nel 1055, il vescovo di Eichstätt e nipote Gebeardo I (il quale divenne precedentemente vescovo su pressione dello zio Gebeardo III) fu proposto come successore del defunto papa Leone IX; Gebeardo III risulta nell'esercito di Enrico III a Roma.
Insoddisfatto della spiccata leadership del nipote Enrico III, Gebeardo III fu scoperto a complottare per assassinare l'imperatore e nipote. Il suo complice Guelfo di Carinzia, che si ammalò inaspettatamente, rivelò questo piano sul letto di morte e Gebeardo III fu poi imprigionato presso il castello di Wülflingen (Tschudi parla del castello di Hohenstoffeln). Nel 1056 fu graziato e rilasciato, e il sovrano prima di morire lo nominò, assieme a Gotebaldo e al papa Vittore II, reggente per il figlio Enrico IV. Morì il 2 dicembre 1060 e fu sepolto nell'abbazia di Öhringen, da lui fondata assieme alla madre.